# Nový Kalinův mlýn (Radotín)
Nový Kalinův mlýn v Radotíně (Horův) je zaniklý vodní mlýn v Praze 5, který stál na Radotínském potoce. Původně patřil do katastru obce Slivenec.

## Historie
Vodní mlýn byl původně v držení rodu Horů. Roku 1886 jej koupil Karel Kalina z Podořešského mlýna. V roce 1917 mlýn převzal syn Václav, který o dva roky později nechal původní mlýn zbořit a na jeho místě vybudoval moderní válcový mlýn s turbínou a elektrárnou, který zásoboval celou osadu Cikánka. Pro rodiče pak postavil výměnek. Mlýn byl v držení rodu Kalinů až do roku 1985, kdy byl srovnán se zemí.

## Popis
Mlýn tvořily budova mlýnice a obytný dům, oboje kryté doškovou střechou. Původně se přízemí obytného stavení nacházelo pod úrovní dvora a hlavní cesta procházela dvorem. Nová budova byla patrová s mansardovou střechou, krytou pálenou krytinou.
Voda k mlýnu vedla náhonem. Až do zboření měl válcovou stolici. Roku 1930 zde pracovaly dvě Francisovy turbíny - jedna měla hltnost 0,17 m³/s, spád 5,8 metru a výkon 9,54 HP, druhá hltnost 0,1 m³/s, spád 5,8 metru a výkon 5,62 HP.